# Jishuitan
Jishuitan (in cinese: 积水潭站S, Jīshuǐtán zhànP) è una stazione della linea 2 e della linea 19 della metropolitana di Pechino.

## Storia

### Linea 2
Nel 1965, il Comitato Centrale del Partito Comunista Cinese approvò il Rapporto sulla costruzione della metropolitana di Pechino, che definiva chiaramente il piano per realizzare le prime stazioni della metropolitana. Tra queste figurava anche la stazione di Jishuitan.
Il 15 gennaio 1971 aprì al pubblico la linea della prima fase della metropolitana di Pechino, nella tratta tra la stazione di Gongzhufen (oggi linea 1) e la stazione ferroviaria di Pechino Centrale (oggi parte della linea 2). In questa fase, la stazione di Jishuitan non faceva parte dei progetti precedenti, ma era inclusa nella cosiddetta seconda fase della metropolitana di Pechino. Nel marzo successivo, infatti, iniziarono i lavori di realizzazione della stazione di Jishuitan.
Il 20 settembre 1984 la stazione fu ufficialmente aperta al pubblico, entrando in funzione come stazione della linea della seconda fase (oggi linea 2). La linea operava lungo il secondo anello ferroviario nella sua sezione occidentale, settentrionale e orientale con un percorso a forma di "ferro di cavallo" e copriva il tratto tra le stazioni di Fuxingmen e Jianguomen, con un totale di 12 fermate e una lunghezza di 16,1 km.
Il 24 dicembre 1987, poiché il percorso ad anello della linea della seconda fase era ormai concluso, le due linee vennero riorganizzate e rinominate in linea 1 e linea circolare . La stazione di Jishuitan rientrò nella competenza della linea circolare.
Il 1° gennaio 2002 la "linea circolare della metropolitana di Pechino" viene ufficialmente ridenominata linea 2.

### Linea 19
A febbraio 2012 venne annunciata la costruzione di nuove linee della metropolitana, tra cui la linea 19 che, da progetto, era indicata come "linea R3". A luglio 2015 la linea venne ufficialmente rinominata "linea 19" e, il 30 dicembre successivo, iniziarono i lavori di recinzione per la realizzazione del nuovo piano della linea 19 alla stazione di Jishuitan.
I lavori di costruzione della struttura principale della stazione sono stati ultimati il 31 gennaio 2019. Il 31 luglio 2021 è stato completato il lavoro di posa dei binari presso la stazione di Jishuitan e il 31 dicembre successivo la stazione è stata inaugurata e entrata in funzione.

## Origine del nome
Jishuitan significa letteralmente "Bacino d'acqua accumulata" e il nome un tempo indicava l’attuale area di Shichahai. Originariamente, Shichahai era un tratto del vecchio corso del fiume Yongding che, dopo essersi trasformato in un lago, prese il nome proprio di Jishuitan. Il nome descriveva appunto un’area dove l’acqua si raccoglieva naturalmente, formando un lago, che in seguito venne rinominato Shichahai. Il nome della zona, però, continuò ad essere colloquialmente chiamato Jishuitan e la stazione della metropolitana ne conservò il nome.

## Posizione
La stazione di Jishuitan nel distretto di Xicheng, nell'area nord-ovest del centro di Pechino. La stazione è stata costruita sul lato est del ponte Jishuitan, all’incrocio tra Deshengmen West Street, Xinjiekou North Street e Xinjiekou Outer Street. La stazione della linea 2 è disposta in direzione est-ovest, mentre quello della linea 19 in direzione nord-sud.

## Struttura e impianti
La stazione di Jishuitan è una struttura sotterranea su tre livelli: il primo piano interrato è il livello biglietteria, mentre il secondo piano interrato è dedicato alla Linea 2, con un atrio separato e una banchina a isola; il terzo piano sotterraneo è quello della linea 19, con un atrio integrato e una banchina a isola. Le due linee sono collegate tramite un corridoio di scambio a forma di L.
La stazione presenta sette accessi, indicati con le lettere A, B1, B2, C, D, F e G1.

## Servizi
La stazione dispone di:
- Accessibilità per portatori di handicap (ingressi B1, B2, C, D, F)
- Ascensore
- Emettitrice automatica biglietti
- Scale mobili
- Servizi igienici
- Sportello automatico
- Stazione video sorvegliata
- Ufficio polizia

### Orari

#### Linea 2
Essendo una linea circolare, la linea 2 dispone di due percorsi concentrici che operano come segue:
- L'anello interno, da Jishuitan direzione Dongzhimen e Fuxingmen, con tratte ridotte che terminano a Xizhimen.
- L'anello esterno, da Xizhimen direzione Fuxingmen e Dongzhimen, con tratte ridotte che terminano a Jishuitan.

Per il servizio dell'anello interno, i treni sono attivi da Jishuitan dalle 5:03 alle 22:18, con un servizi ridotto fino a Xizhimen attivo fino alle 23:02.
Relativamente all'anello esterno, la stazione è operativa dalle 5:34 alle 22:55.

#### Linea 19
Verso il capolinea di Mudanyuan, i treni da Jishuitan effettuano servizio dalle 5:52 alle 23:47. Nella direzione opposta, verso Xingong, i treni sono attivi dalle 5:34 alle 23:14.

## Interscambi
- Fermata autobus